# Gabriel Turbay
Pour les articles homonymes, voir Turbay.
Gabriel Turbay Abunader, né le 10 janvier 1901 à Bucaramanga et mort le 17 novembre 1947 à Paris, est un médecin et homme politique colombien d'origine arabe. 

## Biographie
Gabriel Turbay est le fils de Juan Turbay et de Bárbara Abunader, qui sont des immigrants provenant du Liban. Il effectue ses études primaires à Bucaramanga au Colegio de San Pedro Claver dirigé par des pères jésuites. Il y obtient son baccalauréat. Il suit ensuite un cursus en médecine à l'université nationale de Colombie, obtenant le titre de docteur en médecine et chirurgie.
Il se présente aux élections présidentielles de 1946. Il est proclamé candidat officiel du parti libéral alors qu'il est affronte Jorge Eliécer Gaitán pour cette candidature. Il perd les élections face aux conservateur Mariano Ospina Pérez.